# Prolinognathus ferrisi
Prolinognathus ferrisi är en insektsart som beskrevs av Fahrenholz 1939. Prolinognathus ferrisi ingår i släktet Prolinognathus och familjen nötlöss. Inga underarter finns listade i Catalogue of Life.